# Attray
Attray is een gemeente in het Franse departement Loiret (regio Centre-Val de Loire). Attray telde op 1 januari 2022 209 inwoners. 

## Geografie
De oppervlakte van Attray bedroeg op 1 januari 2022 16,74 vierkante kilometer; de bevolkingsdichtheid was toen 12,5 inwoners per km².

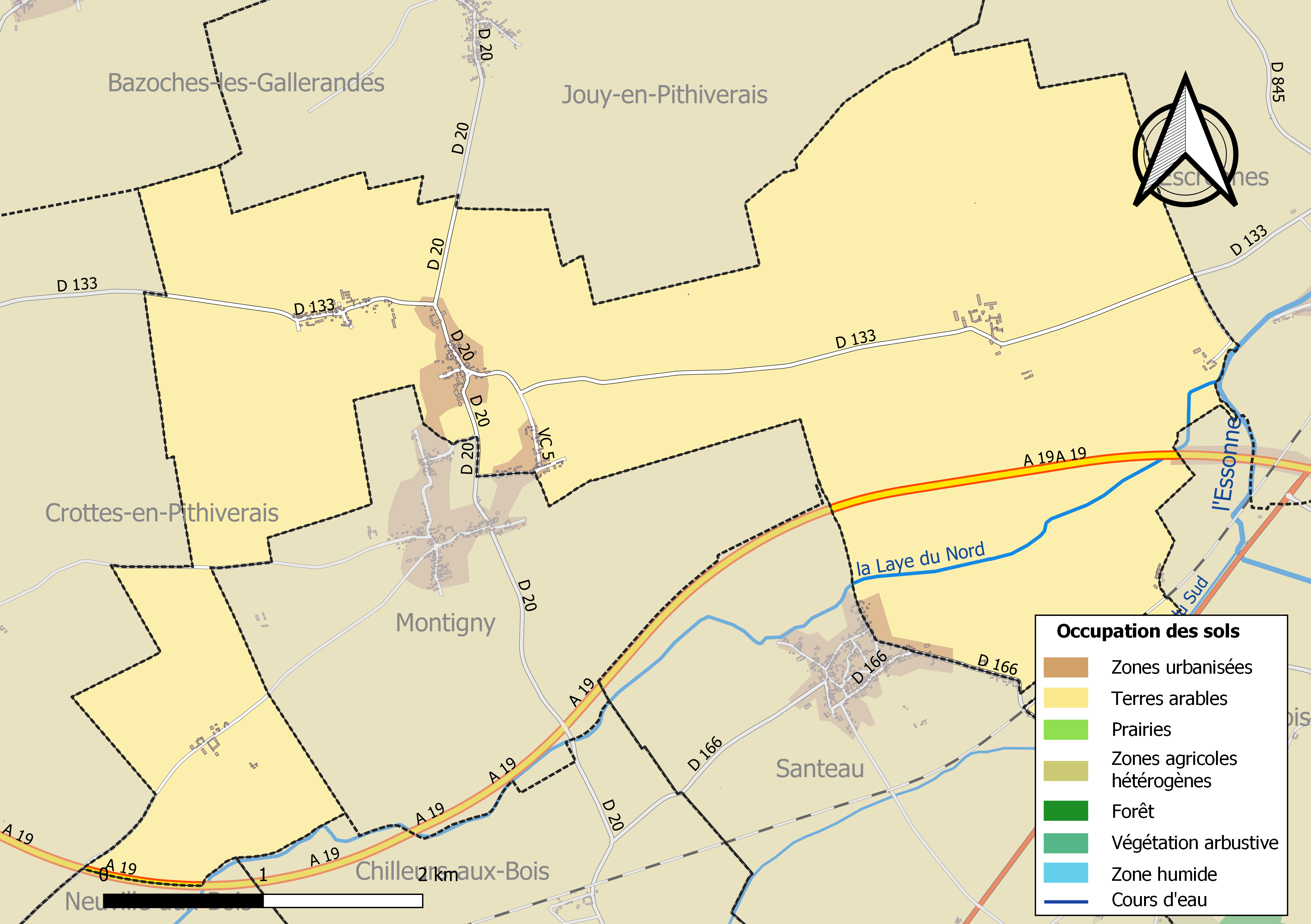
Kaart van de gemeente met de belangrijkste infrastructuur, bodemgebruik en omliggende gemeenten

## Demografie
Onderstaande figuur toont het verloop van het inwoneraantal van Attray vanaf 1962.
Bron: Frans bureau voor statistiek. Cijfers inwoneraantal volgens de definitie population sans doubles comptes (zie de gehanteerde definities)